# Helny Tigerstedt
Helny Toimi Kristina Tigerstedt, född Kalima 16 mars 1888 i Viitasaari, död 23 september 1967 i Helsingfors, var en finländsk konstnär. Hon var gift med Carl Tigerstedt. 
Tigerstedt studerade 1908–1910 och 1919–1920 vid Helsingfors universitets ritsal, 1908 och 1918–1921 vid Finska konstföreningens ritskola samt i flera repriser i Paris, Berlin och Stockholm. Hon deltog särskilt på 1920-talet flitigt i utställningar med figurbilder och landskap i en mjukt realistisk stil. Efter en paus på 1930-talet återkom hon till måleriet, främst med landskap, som ofta präglas av en viss svaghet för det idylliska. Hon målade även porträtt.